# تحقیق و توسعه

چرخهٔ تحقیق و توسعه

اصطلاح تحقیق و توسعه (تحتو) یا پژوهش و گسترش (پژوگو) (به انگلیسی: Research and development) (مخفف به انگلیسی R&D، و همچنین در اروپا تحقیق و توسعهٔ فناوری، به‌اختصار RTD) بنابر تعریف سازمان توسعه و همکاری اقتصادی، به «کار خلاقانه‌ای گفته می‌شود که به‌طور سیستماتیک انجام می‌شود تا به دانش موجود بیفزاید و این دانش را برای ابداع کاربردهای تازه به‌کار برد.»
دسته‌بندی فعالیت‌های پژوهش و گسترش از شرکتی به شرکت دیگر متفاوت است، اما در مجموع شامل دو مدل اصلی می‌شود. در یک مدل، وظیفۀ اصلی یک گروه پژوهش و توسعه، دستیابی و توسعهٔ محصول جدید است؛ در مدل دیگر، وظیفه اصلی گروه پژوهش و گسترش عبارت است از، ساخت و کشف دانش نوین پیرامون عناوین علمی و فناورانه به‌منظور توسعۀ فناوری (توسعۀ محصولات، فرآیندها و خدمات ارزشمند و جدید). در اکثر فعالیت‌های یک شرکت بازدهی سریع سود یا بهبود سریع در عملکردها، افزایش کیفیت، با هدف تسریع در بازگشت سرمایه‌گذاری معمولاً موردانتظار است، اما این موارد دربارهٔ هیچ‌کدام از مدل‌های ذکرشده از تحقیق و توسعه، صدق نمی‌کنند. عموماً مهندسان، کادر پرسنلی در مدل اول پژوهش و توسعه را تشکیل می‌دهند، در حالی که در مدل دوم پژوهش و توسعه، غالباً دانشمندان صنعتی مشغول به فعالیت می‌شوند. فعالیت‌های پژوهش و گسترش توسط شرکت‌های خصوصی یا مؤسسات و شرکت‌های دولتی انجام می‌پذیرند.

## مفهوم تحقیق و توسعه
فعالیت‌های پژوهشی که می تواند منجر به توسعه محصول جدید و فرایندها و خدمات ارزشمند شود.
تحقیق و توسعه یکی از مراحل اولیه در توسعه یک محصول، فرایند یا خدمت جدید و یا ارتقای نسخه موجود از آن‌ها است.
چرخه تحقیق و توسعه اغلب با ایده و نظریه‌پردازی آغاز و به تحقیق، اکتشاف، طراحی و توسعه ختم می‌شود.
تحقیق و توسعه محصول جدید، تغییرات پرشتاب در تقاضاهای مشتریان و فناوری‌های نوظهور به معنای نیاز همیشگی کسب و کار و انطباق با شرایط است. پیش از توسعه محصول باید درک عمیقی از بازار و نیازها داشته باشیم و این درک زمینه را برای توسعه محصول فراهم می‌کند.
بهبود و یا ارتقای محصولات و فرایندها موجود و ارزیابی مستمر محصولات، خدمات و فرآیندهای موجود نیز بخش کلیدی در تحقیق و توسعه به حساب می‌آید و بخش کلیدی دیگر میتوان به فناوری که توسعه پیدا کرده و فناوری می‌تواند فرایندها را بهسازی کند، هزینه را کاهش، بهره‌وری و ایمنی را افزایش و ارتقا دهد. 
در واقع واحد R&D را می‌توان تیم کوچکی دانست که مسئول فرایند تحقیق و توسعه یک کسب‌وکار است و شامل جمعی از متخصصان، مهندسان و شیمی‌دانان و مدیران تحقیق و توسعه که گاهی اوقات به رهبرانی برای هدایت و یا کنترل نیز نیازمند هستند. در سطح جهانی صرف هزینه روی فرایند تحقیق و توسعه، به بالاترین میزان خود یعنی ۱۰۷ تریلیون دلار رسیده‌است که ایالات متحده و چین از نظر این هزینه پیشتازند، سهم بزرگی در بهبود زندگی شهروندان‌شان داشته‌است. 
فرایند تحقیق و توسعه در طیف وسیعی از بخش‌ها و صنایع مختلف پیدا می شود، و صنایع متمرکز بردتحقیق و توسعه که به شدت به پروژه‌های تحقیق و توسعه متکی‌اند می‌توان به داروسازی، علوم طبیعی، خودرو، نرم‌افزار و فناوری تا شرکت‌های فعال در زمینه‌های غذا و نوشیدنی اشاره کرد.

## پیش‌زمینه
طراحی و توسعهٔ محصول جدید معمولاً یک عامل بسیارمهم در بقای یک شرکت به‌شمار می‌آید. در صنایعی که دارای تحولات سریع هستند، شرکت‌ها می‌بایست طراحی‌ها و میزان محصولاتشان را به صورت پیوسته گسترش دهند. تغییرات پیوسته در فناوری، حضور رقبا و اولویت‌های در حال تغییر مشتریان، این گسترش را اجتناب ناپذیر کرده‌اند. یک شرکت بدون برنامه پژوهش و توسعه، اگر می‌خواهد که از قافله عقب نماند، می‌بایست بر اتحاد استراتژیک، تملک و شبکه‌های کاری تکیه کنند.
سیستمی که بر پایه بازاریابی حرکت می‌کند، تمرکز آن بر روی نیاز بازار است. اما سیستمی که فعالیت‌های آن بر پایه پژوهش و توسعه صورت می‌گیرد، بر روی نیازی که تاکنون برآورده نشده، متمرکز می‌شود.
عموماً، فعالیت‌های پژوهش و توسعه توسط واحدها یا مراکز تخصصی وابسته به یک شرکت هدایت می‌شوند، یا می‌تواند به صورت قراردادی به شرکت‌های تحقیقاتی یا دانشگاه‌ها برون سپاری شوند. در زمینه تجارت، «پژوهش و توسعه» معمولاً به فعالیت‌های آینده گرا و بلند مدت در حوزه‌های علوم و تکنولوژی گفته می‌شود. در آن از روش‌های متداول در تحقیقات علمی استفاده می‌شود با این تفاوت که هدف‌گیری به سمت نتایج از پیش تعیین شده تجاری است.
برخی معیارهای مشترک برای سازمان‌های پژوهش و توسعه عبارت است از: بودجه، تعداد ثبت اختراعات یا میزان مقالات تخصصی منتشرشده آن‌ها.
در ایالات متحده، نرخ متداول پژوهش و توسعه برای یک شرکت صنعتی حدود ۳٫۵ درصد از درآمد آن شرکت است که به این معیار اصطلاحاً «غلظت پژوهش و گسترش» می‌گویند. این مقدار برای یک شرکت فناوری پیشرفته مثل سازندگان قطعات کامپیوتری در حدود ۷ درصد است. گرچه شرکت Allergan (یک شرکت زیست‌فناوری) با سرمایه‌گذاری ۴۳٫۴ درصد در صدر جدول قرار می‌گیرد، با این حال هرگونه سرمایه‌گذاری بالای ۱۵ درصد قابل توجه محسوب می‌شود و شرکت را در زمره شرکت‌های «فناوری عالی» قرار می‌دهد. برخی شرکت‌های حاضر در این دسته‌بندی عبارتند از: شرکت‌های صنایع داروسازی مثل مرک اند کو.، ۱۴٫۱ درصد یا نوارتیس، ۱۵٫۱ درصد و شرکت‌های مهندسی مانند اریکسون، ۲۴٫۹ درصد. این دست از شرکت‌ها به خاطر پرداخت چنین هزینه‌های غیرمعمول، غالباً دارای ریسک اعتباری می‌باشند.
عموماً، این‌چنین مؤسسات تنها در بازارهایی که با تقاضای فزاینده مشتریان روبرو هستند، از قبیل دارو، تجهیزات علمی، سازوکارهای ایمنی-حیاتی (مانند هواپیما) یا فناوری پیشرفته تسلیحات نظامی، می‌توانند به موفقیت دست یابند. نیازهای مفرط، ریسک بالای خطا و متعاقباً میزان بالای سود ناخالص در حدود ۶۰ تا ۹۰ درصد درآمدها را توجیه می‌کند. از آنجایی که خیلی از پروژه‌های سفارشی، هیچ محصول قابل بهره‌برداری به ثمر نمی‌رسانند، بنابراین سود ناخالص تقریباً به میزان ۹۰ درصد از هزینه‌های فروش، با هزینه تولید فقط ۱۰ درصد از قیمت فروش محاسبه می‌شود. این رقم برای اکثر شرکت‌های صنعتی در حدود فقط ۴۰ درصد از درآمدهاست.
از زاویه تکنیکی، سازمان‌های صاحب فناوری پیشرفته همواره به دنبال راه حل‌هایی می‌گردند تا به منظور مستهلک کردن سربارهای زیاد خود، از فناوری‌های پیشرفته که در اختیار دارند به‌صورت چندمنظوره و مداوم استفاده نمایند. آن‌ها اغلب فرایندهای پیشرفته تولید، گواهی‌نامه‌های گران‌قیمت ایمنی، نرم‌افزارهای تعبیه‌شده تخصصی، نرم‌افزارهای طراحی کامپیوتری، طرح‌های الکترونیکی و زیرسامانه‌های مکانیکی را دوباره و دوباره به کار می‌گیرند.
تحقیقات نشان می‌دهد که شرکت‌هایی که راهبرد پژوهش و گسترش پایداردارند، نسبت به آن دسته از شرکت‌هایی که برنامه سرمایه‌گذاری در حوزه پژوهش و گسترش ندارند یا برنامه نامنظمی دارند، به مراتب عملکرد بهتری دارند.

## سرریز پژوهش و گسترش
مطالعات مونن (۱۹۹۰)، دبرسون (۱۹۹۰) و گریلیچز (۱۹۹۸) به‌طور جامع صرفاً به مسئله سرریز پژوهش و گسترش پرداخته است. منظور از سرریز اثری است که پژوهش و گسترش علاوه بر بخش مربوط، بر سایر بخش‌های اقتصادی می‌گذارد و در بالا بردن ارزش افزوده آن‌ها نقش بسزایی ایفاء می‌کند.
علاوه بر آن برخی از پژوهشگران معتقدند که پروژه‌های پژوهش و گسترش از ریسک فنی و تجاری بالایی برخوردار بوده و بسیاری از آن‌ها به موفقیت دست نمی‌یابند. منزفیلد (۱۹۷۱)، شرر (۱۹۹۹) و نلسون (۱۹۹۹) اذعان می‌دارد که بازگشت سرمایه‌های R&D همیشه به صورت مستقیم و در زمان قابل پیش‌بینی اتفاق نمی‌افتد، بلکه شرکت‌های دارای R&D قوی، شرکت‌های فرصت آفرین هستند و این فرصت آفرینی بازگشت غیرمستقیم سرمایه‌گذاری‌های پژوهش و گسترش را تضمین می‌کند.

## کسب و کار
تحقیق و توسعه کنونی، هسته مرکزی دنیای کسب و کار نوین است. تصمیمات اصلی در شرکت‌ها بر پایه تحقیق و توسعه گرفته می‌شوند.
از آنجایی که سطح رقابت‌ها، متدها و فرایندهای تولید با سرعت فزاینده‌ای در حال گسترش هستند، بنابراین در مقوله کسب و کار، پژوهش و گسترش از درجه بالایی از اهمیت برخوردار می‌شود. این موضوع در حوزه بازاریابی یعنی جایی که شرکت‌ها به منظور همگامی با گرایش‌های نوین بازار مصرف و همچنین تحلیل نیازمندی‌های مصرف‌کنندگان، چشمان تیزبین خود را بر روی رقبا و مشتریان متمرکز می‌کنند، دارای اهمیت ویژه می‌شود.
همانگونه که از تعریف پژوهش برمی‌آید، پژوهش‌گران از ابتدا نمی‌دانند که دقیقاً چطور به نتایج مطلوب خود دست یابند و متأسفانه این امر، مدیریت پژوهش و گسترش را بسیار دشوار می‌کند. به عنوان نتیجه، می‌توان گفت که هزینه کرد بیشتر برای پژوهش و گسترش، «خلاقیت بیشتر، سود بالاتر یا سهم بازار بزرگتری» را ضمانت نمی‌کند.

### مزیت پژوهش و گسترش
در مجموع، مشخص شده‌است که یک رابطه مثبت و مستقیم بین پژوهش و گسترش، و بهره‌وری شرکت در تمام بخش‌ها وجود دارد، اما این رابطه مثبت در شرکت‌های با فناوری پیشرفته به مراتب قوی تر از شرکت‌های با فناوری پایین است.
با این حال مطالعات نشان از آن دارند که پژوهش و گسترش صورت گرفته توسط فناوری‌های پایین، تأثیرات کوچک اما با اهمیتی را بر روی دیگر بخش‌های بازار عرضه و تقاضا داشته‌اند.

## مصارف دولتی

### ایالات متحده
برای مثال، اوباما مبلغ ۱۴۷٫۶۹۶ میلیارد دلار برای پژوهش و گسترش در سال ۲۰۱۱ در خواست کرد. بیشتر این هزینه به تحقیقات پایه‌ای بر روی مکانیسم‌های بیماری تخصیص داده شده‌است.

### اتحادیه اروپا
بودجه پژوهش و گسترش سازمان‌های دولتی، مانند FP7 وابسته به اتحادیه اروپا، نتایج پژوهش‌های آن‌ها را مؤثر تر کرده‌است. با این حال، تحقیقات دولتی که برای کار در کشف رمز ژنتیکی (DNA) پرداخت می‌شود دارای محدودیت در ثبت اختراعات می‌باشد.